# Ramzi Binalshibh

Ramzi Binalshibh

Ramzi Binalshibh (arabisch رمزي بن الشيبة Ramzi ibn asch-Schaiba, DMG Ramzī b. aš-Šaiba, auch رمزي بن الشيبه Ramzi ibn asch-Schibh, DMG Ramzī b. aš-Šībh; * 1. Mai 1972 in Ghail Bawazir, Jemen) ist ein  jemenitischer Häftling, verdächtigt als Mitglied der Terrororganisation al-Qaida. Ihm wird vorgeworfen, eine der wichtigsten Personen bei der Planung der Terroranschläge am 11. September 2001 gewesen zu sein. Er galt neben dem bei den Anschlägen verstorbenen Ägypter Mohammed Atta als einer der führenden Köpfe der Hamburger Terrorzelle. Seit mindestens 2006 wird er ohne ein abschließendes Gerichtsverfahren im Lager Guantanamo von den jeweiligen US-Regierungen gefangen gehalten. Im August 2023 wurde er aufgrund einer psychischen Erkrankung für verhandlungsunfähig erklärt.

## Leben
Seit November 1998 bewohnte Binalshibh gemeinsam mit Mohammed Atta  und Said Bahaji eine Wohnung in der Marienstraße 54 im Stadtteil Harburg. Vor dem 11. September 2001 ersuchte Binalshibh mehrmals vergeblich um ein Einreisevisum in die USA.
Im September 2002 wurde Binalshibh in Karatschi (Pakistan) nach einem Schusswechsel festgenommen. Er verbrachte zunächst fünf Monate in der Haft „einer ausländischen Regierung“ wie es in einem Bericht zur Folter der CIA für den US-Senat hieß – mutmaßlich ist damit Pakistan gemeint. Er wurde daraufhin vermutlich an die USA ausgeliefert und ohne Prozess an einem unbekannten Ort inhaftiert. Er besitze „kritische Informationen über geplante Attentate und die Standorte hochrangiger Qaida-Mitglieder“ vermutete die CIA und überschätzte damit Binalshibhs Rolle deutlich.
Ramzi Binalshibh wurde nach seiner Auslieferung an die CIA rund 34 Tage in der Detention Site Blue gefoltert, nach Medienberichten wohl der CIA Black Site in Polen. In dem 2014 veröffentlichten Senatsbericht wird berichtet, wie Binalshibh rasiert und bei eisigen Temperaturen nackt ausgezogen wurde. Für 72 Stunden wurde ihm der Schlaf entzogen. Er wurde an Händen und Füßen gefesselt, die Arme weit über den Kopf gestreckt, während die Füße so positioniert wurden, dass er sich nicht abstützen kann. Auch nachdem feststand, dass Binalshibh der CIA keine nützlichen Informationen geben kann, wurde er weiter verhört. Nach drei Wochen Schlaf- und Nahrungsentzug, Schläge auf den Bauch und ins Gesicht und anderen Foltertechniken, erkannte die CIA laut Senatsbericht verspätet, dass Binalshibhs Folter bei ihm „psychologische Probleme“ auslöse. Er hatte Wahnvorstellungen, Paranoia, Schlaflosigkeit und unternahm Selbstmordversuche. Im April 2005 stellte ein CIA-Psychologe fest, dass Binalshibh zu dem Zeitpunkt „bis zu zweieinhalb Jahre [in] sozialer Isolation“ verbracht habe, mit „eskalierenden Folgen“ für seine Psyche. Anfang September 2006 wurde er in das Gefangenenlager der Guantanamo Bay Naval Base gebracht, wo er Anti-Psychotika verabreicht bekam.
Die CIA hat im August 2010 angegeben, dass sie Videobänder von Verhören mit Binalshibh habe.